# A-Junioren-Westfalenliga
Die A-Junioren-Westfalenliga ist die höchste Spielklasse für U-19-Fußballmannschaften im Bereich des Fußball- und Leichtathletik-Verbandes Westfalen (FLVW).
Der Meister der Westfalenliga, die regulär aus zwölf Teilnehmern besteht, steigt nach dem Ende der Saison in die Staffel West der A-Junioren-Bundesliga auf. Die Mannschaft auf dem letzten Platz steigt ab. Unterhalb der Westfalenliga sind zwei Staffeln der Landesliga angesiedelt.
Die damalige Verbandsliga Westfalen wurde erstmals in der Saison 1964/65 ausgetragen und wurde vom VfL Bochum gewonnen. Der Rekordsieger ist Borussia Dortmund mit elf Titelgewinnen, gefolgt vom FC Schalke 04 mit acht Meisterschaften.

## Teilnehmer der Saison 2023/24
- der Absteiger aus der A-Junioren-Bundesliga West:
  - Preußen Münster
- die verbliebenen Mannschaften der Saison 2022/23:
  - Rot Weiss Ahlen
  - TSC Eintracht Dortmund
  - 1. FC Gievenbeck
  - Hombrucher SV
  - SV Lippstadt 08
  - SV Rödinghausen
  - Sportfreunde Siegen
  - TSG Sprockhövel
  - VfL Theesen
  - VfB Waltrop
- die Aufsteiger aus den Landesligen 2022/23:
  - TuS Haltern
  - SC Wiedenbrück

## Bisherige Meister
- 1965 VfL Bochum
- 1966 VfL Bochum
- 1967 VfL Bochum
- 1968 Westfalia Herne
- 1969 Sportfreunde Siegen
- 1970 VfL Bochum
- 1971 Arminia Bielefeld
- 1972 Borussia Dortmund
- 1973 FC Schalke 04
- 1974 FC Schalke 04
- 1975 FC Schalke 04
- 1976 FC Schalke 04
- 1977 FC Schalke 04
- 1978 Borussia Dortmund
- 1979 VfR Sölde
- 1980 FC Schalke 04
- 1981 FC Schalke 04
- 1982 SG Wattenscheid 09
- 1983 FC Schalke 04
- 1984 VfL Bochum
- 1985 Borussia Dortmund
- 1986 Borussia Dortmund
- 1987 VfL Bochum
- 1988 TuS Paderborn-Neuhaus
- 1989 Borussia Dortmund
- 1990 Borussia Dortmund
- 1991 VfL Bochum
- 1992 Borussia Dortmund
- 1993 Borussia Dortmund
- 1994 Borussia Dortmund
- 1995 Borussia Dortmund
- 1996 Borussia Dortmund
- 1997 TuS Paderborn-Neuhaus
- 1998 Preußen Münster
- 1999 FC Gütersloh
- 2000 Arminia Bielefeld
- 2001 SC Paderborn 07
- 2002 Preußen Münster
- 2003 Arminia Bielefeld
- 2004 LR Ahlen
- 2005 SC Paderborn 07
- 2006 SpVgg Erkenschwick
- 2007 Preußen Münster
- 2008 SG Wattenscheid 09
- 2009 Preußen Münster
- 2010 SpVgg Erkenschwick
- 2011 Preußen Münster
- 2012 Arminia Bielefeld
- 2013 VfL Theesen
- 2014 Preußen Münster
- 2015 TSG Sprockhövel
- 2016 Arminia Bielefeld
- 2017 SC Paderborn 07
- 2018 SV Rödinghausen
- 2019 Sportfreunde Siegen
- 2020 SC Paderborn 07
- 2021 abgebrochen
- 2022 SC Verl
- 2023 Arminia Bielefeld